# Sanys irrosea
Sanys irrosea är en fjärilsart som beskrevs av Achille Guenée 1852. Sanys irrosea ingår i släktet Sanys och familjen nattflyn. Inga underarter finns listade.